# Sergueï Krakovski
Sergueï Viktorovitch Krakovski (ukrainien : Сергій Вікторович Краковський), né le 11 août 1960 à Mykolaïv à l'époque en URSS et aujourd'hui en Ukraine, est un joueur de football soviétique (ukrainien), qui évoluait au poste de gardien de but, avant de devenir ensuite entraîneur.

## Biographie

### Carrière de joueur

#### Carrière en club
Sergueï Krakovski joue en faveur du Dynamo Kiev et du Dnipro Dniepropetrovsk. Il joue également dans le championnat d'Israël.
Il dispute six matchs en Coupe d'Europe des clubs champions, et neuf matchs en Coupe de l'UEFA. Il est quart de finaliste de la Coupe d'Europe des clubs champions en 1985 avec le Dnipro Dniepropetrovsk, en étant battu par le club français des Girondins de Bordeaux.

#### Carrière en sélection
Avec l'équipe d'URSS, il figure dans le groupe des sélectionnés lors de la Coupe du monde de 1986. Lors du mondial organisé au Mexique, il officie comme troisième gardien et ne joue en conséquence aucun match.

## Palmarès

### Palmarès de joueur

#### Palmarès en club
| Dynamo Kiev - Championnat d'URSS (1) : - Champion : 1980. - Vice-champion : 1978. - Coupe d'URSS (2) : - Vainqueur : 1978 et 1980. |  | Dnipro Dniepropetrovsk - Championnat d'URSS (2) : - Champion : 1983 et 1988. - Vice-champion : 1987 et 1991. - Coupe d'URSS (1) : - Vainqueur : 1989. - Coupe de la fédération soviétique (1) : - Vainqueur : 1989. - Supercoupe d'URSS (1) : - Vainqueur : 1988. - Finaliste : 1983. |

#### Palmarès en sélection
Union soviétique
- Coupe du monde -20 ans :
  - FInaliste : 1979.

### Palmarès d'entraîneur
Dnipro Dniepropetrovsk
- Coupe d'Ukraine :
  - Finaliste : 1996-97.